# فويسلاف شيشلي
فوييسلاف شيشلي (من مواليد 11 أكتوبر 1954) سياسي صربي ومؤسس ورئيس الحزب الراديكالي الصربي اليميني المتطرف وأدين بارتكاب جرائم حرب من قبل المحكمة الجنائية الدولية ليوغوسلافيا السابقة. بين عامي 1998 و 2000 شغل منصب نائب رئيس وزراء صربيا.
استسلم طواعية للمحكمة الجنائية الدولية ليوغوسلافيا السابقة في فبراير 2003 لكن محاكمته لم تبدأ حتى نوفمبر 2007. شاب محاكمة شيشيلي الجدل: فقد أضرب عن الطعام لمدة شهر تقريبا حتى سُمح له أخيرا بتمثيل نفسه وقام بانتظام بإهانة القضاة والمدعين العامين بالمحكمة بمجرد بدء الإجراءات وكشف عن هويات الشهود المحميين وعوقب في ثلاث مناسبات لعدم احترامه المحكمة. ولم يستدع أي شهود في دفاعه.
بعد أن أمضى 11 عام و9 أشهر رهن الاحتجاز في وحدة الاحتجاز التابعة للأمم المتحدة في شيفينينغن أثناء محاكمته سُمح لشيشلي بالعودة مؤقتا إلى صربيا في نوفمبر 2014 للخضوع لعلاج السرطان. قاد الحزب الثوري الاشتراكي في انتخابات عام 2016 وفاز حزبه بـ 23 مقعد في البرلمان.
في 31 مارس 2016 تمت تبرئته في حكم ابتدائي في جميع التهم من قبل المحكمة الجنائية الدولية ليوغوسلافيا السابقة. تم استئناف الحكم بالبراءة من قبل المدعين من الآلية الدولية لتصريف الأعمال المتبقية للمحكمتين الجنائيتين وهي وكالة تابعة لمجلس الأمن التابع للأمم المتحدة تعمل كبرنامج إشراف وكيان خلف للمحكمة الجنائية الدولية ليوغوسلافيا السابقة. في 11 أبريل 2018 ألغت محكمة الاستئناف جزئيا الحكم الابتدائي ووجدت شيشيلي مذنب بارتكاب جرائم ضد الإنسانية لدوره في التحريض على ترحيل الكروات من هرتكوفتشي. وقد ثبت أنه غير مذنب في التهم المتبقية من لائحة الاتهام بما في ذلك جميع جرائم الحرب والجرائم ضد الإنسانية التي زُعم أنه ارتكبها في كرواتيا والبوسنة والهرسك. حُكم على شيشيلي بالسجن لمدة 10 سنوات ولكن بسبب الوقت الذي أمضاه بالفعل في حجز المحكمة الجنائية الدولية ليوغوسلافيا السابقة لم يكن ملزم بالعودة إلى السجن.

## النشأة
وُلِد فوييسلاف شيشيلي في سراييفو عاصمة جمهورية البوسنة والهرسك في يوغوسلافيا لنيكولا شيشيلي (1925-1978) ودانيكا شيشيلي (سابقا ميسيتا 1924-2007) من الصرب من منطقة وادي بوبوفو في شرق الهرسك. تزوج والديه في عام 1953 قبل أن ينتقلوا إلى سراييفو حيث كانوا يعيشون على وسائل متواضعة في مساكن ملائمة في محطة قطار سراييفو القديمة حيث كان والده يعمل في شركة السكك الحديدية التي تديرها الدولة. بقيت والدته في المنزل وتعتني بطفليها فويسلاف وشقيقته الصغرى دراغيكا. كان أحد أقرباء والدته هو قائد تشيتنيك المقدم فيسيلين ميسيتا.

## التعليم
بدأ شيشيلي تعليمه الابتدائي في سبتمبر 1961 في مدرسة فلاديمير نازور الابتدائية قبل أن ينتقل إلى مدرسة الإخوان والوحدة الابتدائية المبنية حديثا. طالب ناجح حتى الصف الرابع ثم أصبح غير مهتم بشكل متزايد بالمنهج الدراسي مدرك الحد الأدنى من الجهد الذي يحتاجه لتحقيق درجات مناسبة. كان التاريخ مادته المفضلة وكان يفضل العلوم الاجتماعية على الطبيعية.
لتعليمه الثانوي التحق شيشيلي في صالة للألعاب الرياضية الأولى في سراييفو وحصل على درجات جيدة. في صيف عام 1971 في سن 16 قبل عرض للانضمام إلى الرابطة الشيوعية والذي امتد ليشمله هو واثنين من العاملين الشباب الآخرين نتيجة للجهد الاستثنائي الذي ظهر في عمل الشباب في بانيا لوكا في أعقاب زلزال عام 1969. شارك في المنظمات الطلابية في المدرسة كرئيس لاتحاد طلاب الصالة الرياضية ولاحقا كرئيس للجنة الشباب. تصرف شيشيلي انطلاقا من منصة الأيديولوجية الشيوعية حيث تشكلت نظرته للعالم في ذلك الوقت إلى حد كبير من خلال أعمال ماركس وإنجلز ولينين التي وضعت نظريات حول العدالة الاجتماعية والأخلاق الشيوعية. كما قرأ أيضا أعمال تروتسكي وماو لبعض الوقت.
واصل شيشيلي الذهاب إلى أنشطة عمل الشباب لقضاء العطلة الصيفية أثناء وجوده في صالة الألعاب الرياضية. في عامي 1972 و 1973 عمل كعامل حول نهر مورافا ببناء السدود.

### التعليم الجامعي
بعد تعليمه المدرسي التحق شيشيلي بكلية الحقوق بجامعة سراييفو في خريف عام 1973. كما شارك في الهيئات الطلابية ليصبح نائب لعميد الكلية في منظمة الطلاب لمدة خمسة عشر شهر. تبعه الجدل مرة أخرى حيث انتقد علانية فؤاد موهيتش المرشح لمنصب العميد معلنا علنا أن موهيتش غير لائق لأداء واجبات هذا المنصب. لا يزال موهيتش يُنتخب لهذا المنصب. بعد أن أصبح مدرس للطلاب الجدد أصبح شيشيلي معيد حيث كان يعقد مجموعتين من البرامج التعليمية في الأسبوع مما يساعد الأساتذة في الاختبارات الشفوية للطلاب بالإضافة إلى أوراق المؤتمرات. في عام 1975 كجزء من وفد جامعي زار شيشيلي البالغ من العمر 21 عام جامعة مانهايم في ألمانيا الغربية لمدة أسبوعين وكانت هذه أول رحلة له إلى الخارج. أكمل دراسته الجامعية البالغة أربع سنوات في عامين وثمانية أشهر.

### الدراسات العليا
مباشرة بعد تخرجه في عام 1976 أراد شيشيلي وظيفة محاضر مساعد في كلية الحقوق بجامعة سراييفو ومع ذلك لم يتم تعيين وظائف مساعدين في الكلية للعام الدراسي التالي مما يتركه دون أي شيء يتقدم إليه. رأى شيشيلي الوضع غير العادي باعتباره انتقام شخصي لموهيتش لانتقاد شيشيلي العلني.
إدراكا لفرصه الضئيلة في الحصول على وظيفة في كلية الحقوق في سراييفو حول شيشيلي انتباهه إلى كليات أخرى. أثناء تحضيره لطلب الالتحاق بكلية الحقوق في موستار (في ذلك الوقت تحول تنظيميا من وحدة بعيدة في كلية الحقوق في سراييفو إلى كيان تعليمي مستقل منفصل) حيث احتاجوا إلى مساعدين لدورات في القانون الدستوري علم بوظيفة مساعد في كلية العلوم السياسية بجامعة سراييفو لدورة تسمى «الأحزاب والمنظمات السياسية» وقرر بدل من ذلك التقديم هناك. كان لديه أصدقاء مثل زدرافكو غريبو ورودوليوب ماريانوفيتش وميلان توميتش يعملون بالفعل في الكلية كمساعدين بينما كانت والدة غريبو عميدة الكلية.
بعد أن علم أن دورة «الأحزاب والمنظمات السياسية» كان يدرسها الأستاذ عاطف بوريفاترا وهو صديق ورفيق سياسي لموهيتش سحب شيشيلي طلبه خوفا من الرفض الذي قد ينعكس بشكل سيء على الجهود المهنية المستقبلية. من خلال والدة غريبو علم شيشيلي أن الكلية كانت على وشك إنشاء قسم الدفاع الشعبي حيث ستكون هناك حاجة إلى العديد من المساعدين. بعد شهر في سبتمبر 1976 تم تعيينه وبدأ مساعدة المحاضرين في «نظرية الحرب». قدم دروس تعليمية تعتمد على الأدب الماركسي الكلاسيكي مثل الحرب الأهلية في فرنسا والثامن عشر من برومير لويس نابليون ومضاد دوهرينغ وما إلى ذلك بالإضافة إلى أعمال لينين مثل الدولة والثورة. تعمق شيشيلي في أعمال تروتسكي كما قرأ كتب إسحاق دويتشر عن تروتسكي وستالين.
بالتوازي مع ذلك بدأ شيشيلي دراساته العليا والتحق في نوفمبر 1976 بكلية الحقوق بجامعة بلغراد. بسبب التزامات العمل في سراييفو لم ينتقل إلى بلغراد بل ذهب إلى هناك مرتين إلى ثلاث مرات في الشهر لتقديم محاضرات والحصول على الماجستير. حصل على درجة الماجستير في يونيو 1978 مع أطروحة ماجستير بعنوان المفهوم الماركسي للشعب المسلح.
في عام 1978 أمضى شهرين ونصف في كليات جراند فالي ستيت بالولايات المتحدة في برنامج التبادل مع جامعة سراييفو.
أيضا في عام 1978 بعد عودته من الولايات المتحدة بدأ شيشيلي في السعي للحصول على الدكتوراه في كلية الحقوق بجامعة بلغراد. بعد تقديم أطروحته في أوائل خريف 1979 حيث اختار التخصص في جامعة جرايفسفالد في ألمانيا الشرقية. حصل على الدكتوراه في 26 نوفمبر 1979 بعد أن نجح في الدفاع عن أطروحته (أطروحة الدكتوراه) بعنوان الجوهر السياسي للنزعة العسكرية والفاشية مما جعله أصغر حاصل على دكتوراه في يوغوسلافيا بعمر 25 عام.
في ديسمبر 1979 انضم شيشيلي إلى جيش يوغوسلافيا الشعبي لأداء خدمته العسكرية الإلزامية وتمركز في بلغراد. أكمل خدمته العسكرية في نوفمبر 1980 لكنه في هذه الأثناء فقد منصبه في كلية العلوم السياسية بجامعة سراييفو.

## المسيرة الأكاديمية

### جامعة سراييفو
في أوائل الثمانينيات من القرن الماضي بدأ شيشيلي في الارتباط أكثر بأفراد من الدوائر الفكرية المنشقة في بلغراد وبعضهم كان لديه ميول سياسية قومية صربية. حمل مرارا وتكرارا أساتذة مسلمين في كلية العلوم السياسية مسؤولية وضعه وانتقد صراحة صديقه السابق الدكتور عاطف بوريفاترا وكذلك حسن سوشيتش وعمر إبراهيمييتش لتسببهم في الإضرار بحياته المهنية وتنديدهم بأنهم من الإسلاميين. حمل نقده إلى المجلة الأدبية «كلمة أدبية» حيث انتقد بوريفاترا وسوشيتش ومحمد فيليبوفيتش لمشاركتهم في مؤتمر دولي في مدريد ركز على الكتاب الأخضر لمعمر القذافي. وصف شيشيلي الآراء التي تم التعبير عنها في مساهماتهم في المؤتمر بأنها «قومية إسلامية».
في سبتمبر 1981 عاد شيشيلي إلى كلية العلوم السياسية حيث طُلب منه تدريس دورات في العلاقات الدولية. كانت كلية العلوم السياسية باعتبارها أرض خصبة للسياسيين المستقبليين يسيطر عليها ويشرف عليها الحزب الشيوعي عن كثب وسرعان ما لفت شيشيلي الصريح انتباه مسؤولي الحزب. لقد دعم علنا مفكر شاب بارز آخر وهو نيناد كيكمانوفيتش الذي كان هو نفسه متورط في جدل أثار انتقادات من بعض أقسام الجمعية الشيوعية في البوسنة والهرسك بسبب كتاباته في مجلة «الأسبوعية».
ومع ذلك أثير الجدل الأكبر عندما واجه شيشيلي زميله في الكلية برانو ميليوش. تحت رعاية حمديا بوزديراك وبرانكو ميكوليتش (الشخصيات السياسية الأعلى والأقوى في جمهورية البوسنة والهرسك في ذلك الوقت) كان ميليوش في موقع جيد داخل الجهاز الشيوعي كسكرتير لفرع سراييفو التابع للرابطة الشيوعية في البوسنة والهرسك. قام شيشيلي بنقد أطروحة درجة الماجستير الخاصة بميليوش واتهمه بسرقة أكثر من 40 صفحة فيها من الأعمال المنشورة لماركس وإدوارد كارديلي.
انتقد شيشيلي أعلى المستويات السياسية ولا سيما بوزديراتش الذي كان مراجع لأطروحة درجة الماجستير في ميليوش. امتد الصراع على السلطة خارج الكلية إلى المؤسسات السياسية وأروقة السلطة. من بين أعضاء هيئة التدريس والمفكرين الآخرين لتقديم دعمهم إلى شيشيلي بورو غويكوفيتش وجمال سوكولوفيتش وهدايت ريبوفاتش ومومير زيكوفيتش وإينا أوفاديا-موسافيا. كان جانب بوزديراتش أقوى. تم طرد شيشيلي من الرابطة الشيوعية في 4 ديسمبر 1981.
بحلول ربيع عام 1982 بعد ستة أشهر فقط من إعادة تعيينه كان منصبه في كلية العلوم السياسية في خطر. انتهى به الأمر إلى خفض رتبته الوظيفية إلى العمل في معهد البحوث الاجتماعية وهي مؤسسة تابعة للكلية. جاء المثقفون بلغراد ومعظمهم من الكتاب والباحثين في العلوم الاجتماعية للدفاع عنه من خلال كتابة رسائل احتجاج إلى حكومة جمهورية البوسنة والهرسك الاشتراكية وإلى اللجنة المركزية لعصبة الشيوعيين في البوسنة والهرسك وإلى كلية العلوم السياسية في سراييفو.
لقد انتقد الطريقة التي تم بها التعامل مع القضية الوطنية في يوغوسلافيا: تحدث لصالح استخدام القوة ضد ألبان كوسوفو وندد بسلبية القيادة السياسية الصربية في التعامل مع أزمة كوسوفو. في نظره لم يكن مسلمو البوسنة والهرسك أمة بل جماعة دينية. وأعرب عن قلقه من رؤية البوسنة والهرسك تتحول إلى جمهورية يسيطر عليها المسلمون.
بدأ التجسس عليه من قبل عملاء إدارة أمن الدولة. تم إلقاء القبض الأول على شيشيلي في 8 فبراير 1984 في اليوم الثاني من دورة الألعاب الأولمبية في سراييفو. كان على متن قطار من سراييفو متجه إلى بلغراد عندما اقتحمت الشرطة السرية على متنه حول محطة بودلوغوفي وصادرت بعض كتاباته التي كانت بحقيبة السفر. وكان من بين العملاء الذين تعاملوا مع اعتقاله في ذلك اليوم دراغان كياتش (رئيس أمن الدولة في جمهورية صرب البوسنة لاحقا).
في دوبوي نُقل شيشيلي من القطار ونُقل إلى سيارة مرسيدس تابعة للشرطة ونُقل إلى بلغراد حيث تم استجوابه لمدة 27 ساعة قبل إطلاق سراحه وإبلاغه بأنه سيتم الاتصال به مرة أخرى. بعد عودته إلى سراييفو أخذه أمن الدولة مرتين أخريين للاستجواب والتي تم التعامل معها من قبل رشيد موسيتش وميلان كرنياييتش. وفقا لشيشلي كان لديهم نسخ من المحادثات المختلفة التي أجراها مع بعض أقرب أصدقائه والتي انتقد فيها هو وأصدقاؤه علانية مواضيع تتراوح بين شخصيات سياسية محددة والنظام الشيوعي بشكل عام وكانوا يحاولون إقناعه بتورطهم. كأساس لـ «محاكمة جماعية لأغراض التوازن العرقي [...] اضطهدت مجموعة صربية لأنهم أدانوا للتو المسلم عزت بيغوفيتش.»
في 20 أبريل 1984 ألقي القبض عليه في شقة خاصة في بلغراد بين مجموعة من 28 شخص خلال محاضرة ألقاها ميلوفان إيلاس كجزء من الجامعة الحرة وهي منظمة شبه سرية تجمع المثقفين المنتقدين للنظام الشيوعي. أمضى شيشيلي أربعة أيام في السجن قبل إطلاق سراحه.

### السجن
ومع ذلك كان شيشيلي رجل حر بالكاد لمدة ثلاثة أسابيع. في منتصف مايو 1984 أجرى ستان دولانتش الممثل السلوفيني في الرئاسة اليوغوسلافية ورئيس أمن الدولة منذ فترة طويلة مقابلة مع تلفزيون بلغراد بخصوص مخطوطة شيشيلي غير المنشورة «الردود على مقابلة الاستطلاع: ماذا تفعل؟» حيث دعا شيشيلي إلى «إعادة تنظيم الفيدرالية اليوغوسلافية ويوغوسلافيا الاتحادية الاشتراكية في أربع جمهوريات مكونة فقط (صربيا ومقدونيا وكرواتيا وسلوفينيا) وإلغاء نظام الحزب الواحد وإلغاء الجنسيات المصطنعة».
بعد يومين في 15 مايو 1984 تم القبض على شيشيلي مرة أخرى في سراييفو. بعد عدة أيام من سجنه في سجن سراييفو المركزي بدأ إضراب عن الطعام جذب انتباه الصحافة الأجنبية. في السجن قضى الوقت في القراءة دون أن يكرس الكثير من الجهد لإعداد دفاعه في المحاكمة الوشيكة. بعد بضعة أسابيع أنجبت زوجته فيسنا مودريشا طفلهما الأول - صبي يُدعى نيكولا على اسم والد شيشيلي - ومع ذلك رفض شيشيلي إنهاء الإضراب عن الطعام حتى بعد إخباره بذلك. كان ضعيف ووهن وتدهور سريعا في صحته العامة فقد رضخ في النهاية في اليوم الأخير من المحاكمة منهيا الإضراب بعد 48 يوم.
بعد عدة أيام في 9 يوليو 1984 حُكم عليه بالسجن ثماني سنوات. وخلص الحكم الذي أصدره رئيس المحكمة ميلوراد بوتاريتش إلى أن شيشيلي «تصرف انطلاقا من البرنامج الفوضوي الليبرالي والقومي وبذلك ارتكب عملا إجراميا من شأنه تعريض النظام الاجتماعي للخطر». كان الدليل الوحيد الأكثر إدانة الذي استشهدت به المحكمة هو المخطوطة غير المنشورة التي عثرت عليها الشرطة السرية في منزل شيشيلي. عند الاستئناف خففت المحكمة العليا لجمهورية يوغوسلافيا الاتحادية العقوبة إلى ست سنوات ثم إلى أربع سنوات وأخيرا إلى سنتين.
قضى شيشيلي الأشهر الثمانية الأولى من عقوبته في سراييفو قبل نقله إلى السجن في زينيتشا في يناير 1985 حيث تم وضعه في الحجر الصحي وعزله عن السجناء الآخرين لمدة ثلاثة أسابيع أثناء إجراء الفحوصات الطبية والملاحظة النفسية العامة من أجل الحضور مع خطة وبرنامج إعادة التأهيل أثناء إقامته في السجن. منذ البداية أبلغ مسؤولي السجن برفضه القيام بأي عمل بحجة أنه «بما أن الشيوعيين المسجونين لم يضطروا إلى العمل في السجن في يوغوسلافيا الرأسمالية قبل الحرب العالمية الثانية أنا أيضا بصفتي شخص يعتنق الأيديولوجية المناهضة للشيوعية ترفض العمل في سجن شيوعي».
أكسبه سلوكه عدة فترات في الحبس الانفرادي استمر في البداية أسبوعين ولكن تم تمديده لاحقا إلى شهر كامل. وأثناء إقامته في الحبس الانفرادي الأول أضرب عن الطعام مرة أخرى. بعد أسبوع من إضرابه تعرض للضرب على أيدي الحراس في محاولة لإجباره على التوقف لكنه لم يفعل ذلك حيث استمر 16 يوم بدون طعام. إجمالا من أصل أربعة عشر شهر قضاها في زينيتشا قضى ستة أشهر ونصف الشهر في الحبس الانفرادي. أُطلق سراحه في مارس 1986 قبل شهرين من الضغط المستمر والاحتجاجات والالتماسات من قبل المثقفين في جميع أنحاء يوغوسلافيا وخارجها والذين أصبح العديد منهم فيما بعد خصومه السياسيين. عند إطلاق سراحه من السجن انتقل شيشيلي بشكل دائم إلى بلغراد. ووفقا لجون مولر فإن شيشيلي «يبدو لاحقا أنه أصبح غير متوازن عقليا نتيجة للتعذيب والضرب الذي تعرض له أثناء وجوده في السجن».

## المسيرة السياسية

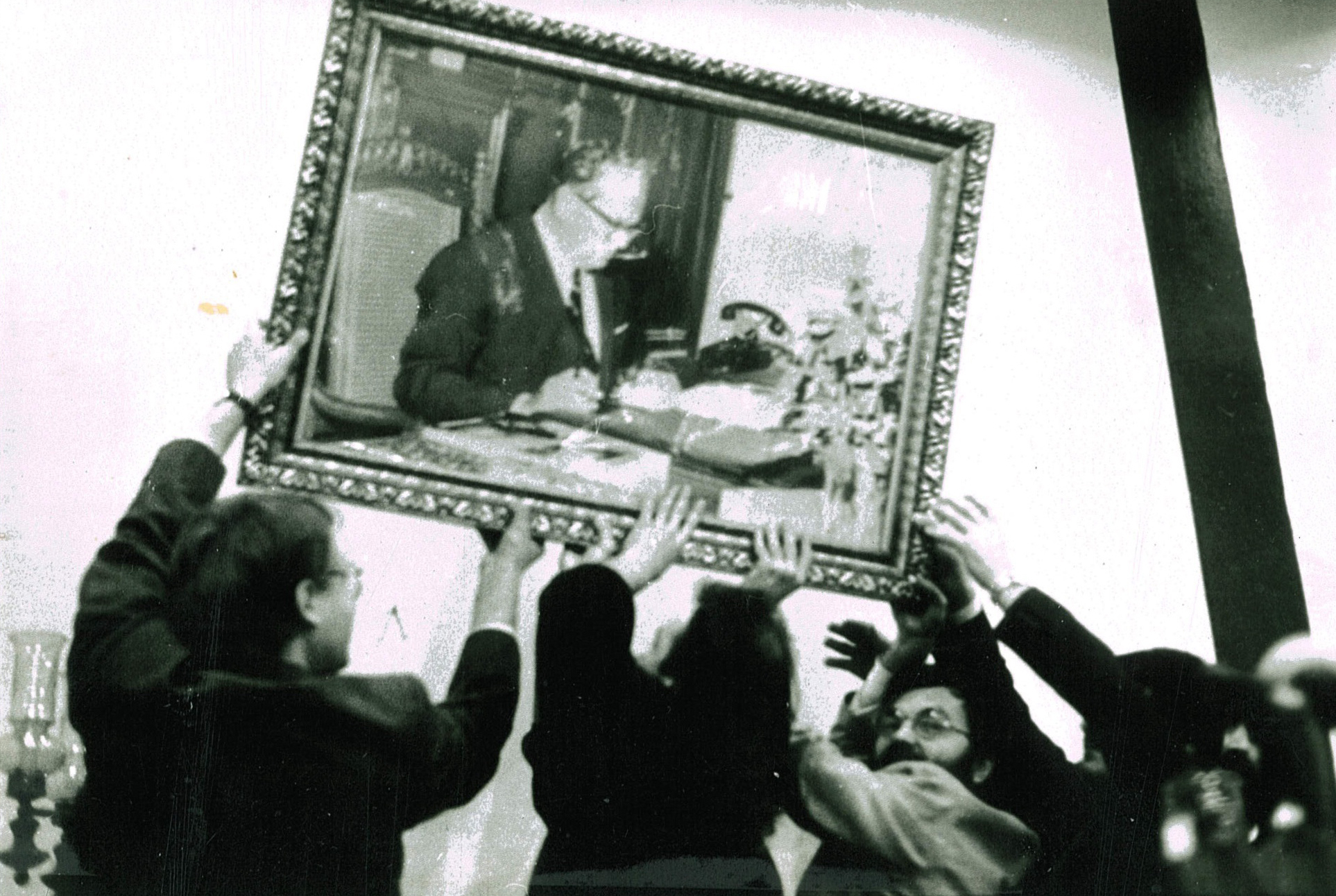
شيشيلي مع فوك دراشكوفيتش من حركة التجديد الصربية وميلان ملادينوفيتش من الحزب الراديكالي الشعبي في عام 1990 وإزالة صورة جوزيب بروز تيتو من مركز بلغراد للمهندسين والكهربائيين.

حدود صربيا الكبرى كما نشرها شيشيلي في عام 1992.

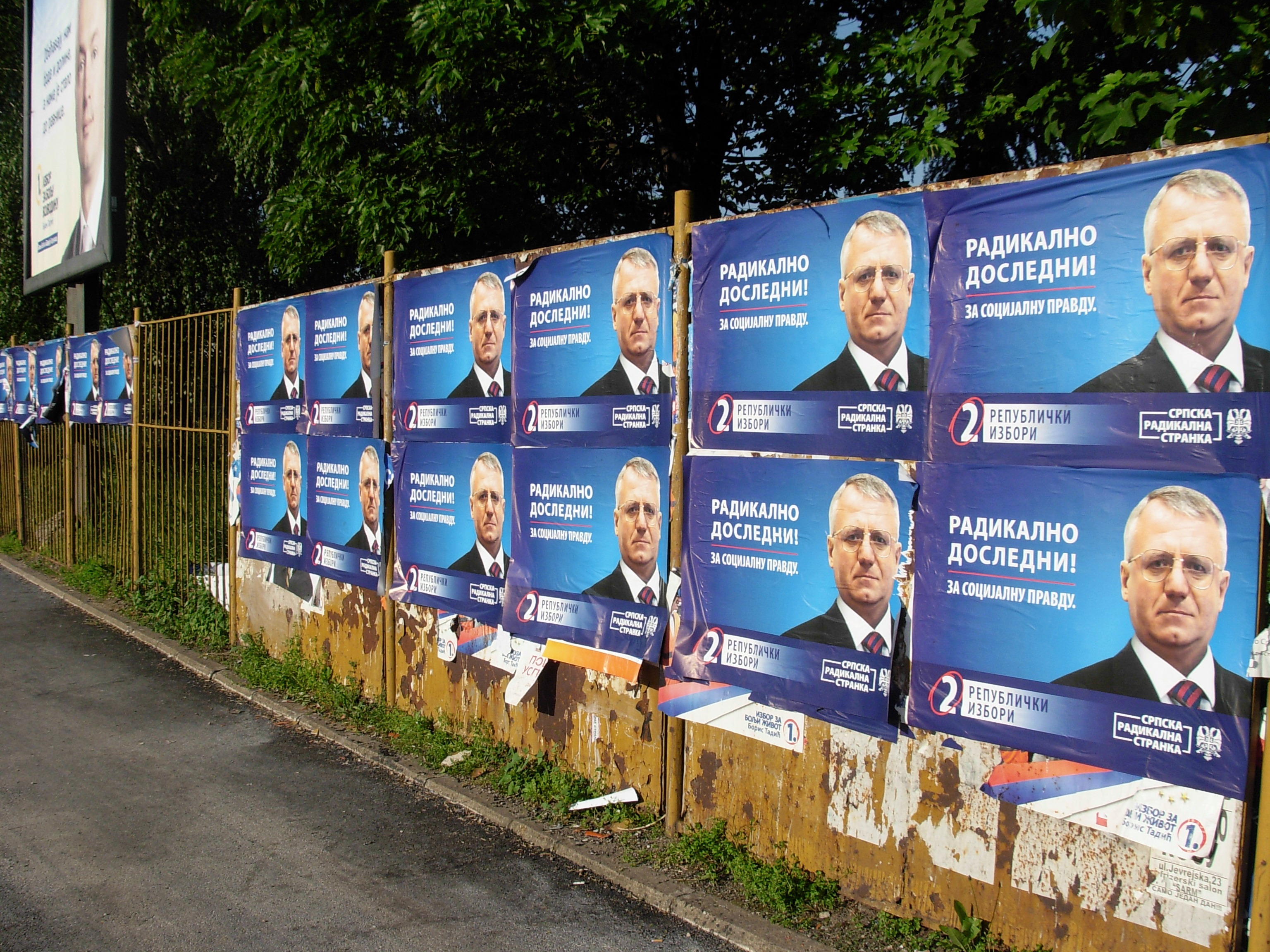
فويسلاف شيشيلي رئيس الحزب الراديكالي الصربي هو أحد أقوى المدافعين عن صربيا الكبرى.

في عام 1989 عاد شيشيلي إلى الولايات المتحدة حيث منح مومتشيلو جوييتش وهو زعيم شيتنيك من الحرب العالمية الثانية يعيش هناك في المنفى لقب دوق شيتنيك وهو الأول منذ الحرب العالمية الثانية ليصنع «دولة صربية موحدة يعيش فيها جميع الصرب وتسيطر على جميع أراضي الصرب». في عام 1998 قال جوييتش إنه يأسف لمنح اللقب إلى شيشيلي بسبب مشاركته مع سلوبودان ميلوسيفيتش. جنبا إلى جنب مع فوك دراشكوفيتش وميركو يوفيتش أسس شيشيلي حزب شيتنيك المناهض للشيوعية التجديد الوطني الصربي في أواخر عام 1989. في أواخر الثمانينيات دعا شيشيلي إلى ترحيل 360 ألف ألباني من كوسوفو.
في مارس 1990 جنبا إلى جنب مع دراشكوفيتش قام بتشكيل الحزب الملكي حركة التجديد الصربية. أنه سرعان ما غادر مرة أخرى لتشكيل حركة تشيتنيك الصربية الأكثر راديكالية. بسبب اسمه تم رفض تسجيل الحزب ولكن تم دمجه في مارس 1991 مع الحزب الراديكالي الوطني لإنشاء الحزب الراديكالي الصربي تحت رئاسته. وقد وصف نفسه ومؤيديه بأنهم «ليسوا فاشيين بل مجرد شوفينيين يكرهون الكروات».
في أواخر عام 1991 خلال معركة فوكوفار ذهب شيشيلي إلى بوروفو سيلو للقاء أسقف الكنيسة الأرثوذكسية الصربية ووصف الكروات علنا بأنهم شعب منحرف وإبادة جماعية.
بحسب ما ورد ارتبطت مجموعة النسور البيضاء شبه العسكرية التي كانت نشطة في ذلك الوقت في الحروب اليوغوسلافية به ويشار إليها باسم «رجال شيشيلي».
في مايو ويوليو 1992 زار شيشيلي قرية فويفودينا في هرتكوفشي وبدأ حملة لاضطهاد الكروات المحليين.
في انتخابات ديسمبر 1992 فاز الحزب الثوري الاشتراكي بنسبة 27 في المائة من الأصوات مقابل 40 في المائة فاز بها الحزب الاشتراكي للرئيس سلوبودان ميلوسيفيتش. كانت علاقته بميلوسيفيتش ودية خلال السنوات الأولى من الحروب اليوغوسلافية.
كان شيشيلي وحزبه في الواقع من حلفاء ميلوسيفيتش المقربين الذين ساعدوهم في تنظيم عمليات التسريح الجماعي للصحفيين في عام 1992 وأعلن شيشيلي علنا دعمهم لميلوسيفيتش في أواخر أغسطس 1993. دعا فويسلاف شيشيلي علنا إلى إنشاء صربيا الكبرى من خلال التطهير العرقي لجميع الكروات والبوشناق.
ومع ذلك في سبتمبر 1993 دخل شيشيلي وميلوسيفيتش في نزاع حول سحب ميلوسيفيتش دعم جمهورية صرب البوسنة في حرب البوسنة والهرسك ووصف ميلوسيفيتش شيشيلي بأنه «تجسيد للعنف والبدائية». سُجن شيشيلي في عامي 1994 و 1995 لمعارضته لميلوسيفيتش. أصبح الحزب الراديكالي الصربي لاحقا حزب المعارضة الرئيسي وانتقد سلوبودان ميلوسيفيتش بسبب الفساد وعلاقاته بالجريمة المنظمة والمحسوبية والظروف الاقتصادية السيئة.
في عام 1995 كتب فويسلاف شيشيلي في منشور (صربيا الكبرى) مذكرة توضح إضفاء الطابع الصربي على كوسوفو. دعا شيشيلي إلى العنف والطرد ضد الألبان وقيادتهم بهدف تشويه سمعتهم في الرأي العام الغربي.
في يوليو 1997 ظهر شيشيلي كضيف في برنامج «وجها لوجه» على قناة بي كيه مع المحامي نيكولا باروفيتش باعتباره الضيف الآخر. سرعان ما تدهورت المقابلة إلى تبادل للعداء اللفظي وهجمات إعلانية بلغت ذروتها عندما قام باروفيتش برمي الماء في الكوب في وجه شيشيلي. في وقت لاحق تعرض باروفيتش للاعتداء الجسدي من قبل حراس شيشيلي الأمني. قال شيشيلي مازحا أن باروفيتش انزلق على قشرة موز وهبط على درج.
في عام 1998 مع تصاعد العنف في إقليم كوسوفو الصربي انضم شيشيلي إلى حكومة الوحدة الوطنية بقيادة ميلوسيفيتش وانحاز لفترة وجيزة إلى جانب الحكومة الموالية لميلوسيفيتش. تم تعيين شيشيلي نائب لرئيس الحكومة الصربية في عام 1998. في سبتمبر 1998 اعترض على عمل وسائل الإعلام الأجنبية ومنظمات حقوق الإنسان في يوغوسلافيا قائلا:
أدانت هيومن رايتس ووتش البيان.
خلال حرب كوسوفو عام 1999 وقصف الناتو ليوغوسلافيا كان هو وحزبه السياسي على استعداد لدعم ميلوسيفيتش ولكن بعد ثلاثة أشهر من القصف كانوا الطرف الوحيد الذي صوت ضد انسحاب القوات الأمنية اليوغوسلافية من كوسوفو. دعا فويسلاف شيشيلي إلى الإبعاد القسري لجميع الألبان من كوسوفو.
المحكمة الجنائية الدولية ليوغوسلافيا السابقة / الآلية الدولية لتصريف الأعمال المتبقية للمحكمتين الجنائيتين

### لائحة الاتهام
في مقابلة مع مجلة الأسبوعية أجريت في 4 فبراير 2003 ذكر شيشيلي أن لديه معلومات داخلية تفيد بأنه سيتم توجيه الاتهام إليه من قبل لاهاي في الأسابيع التالية وأنه قد حجز بالفعل رحلة إلى لاهاي في 24 فبراير. تم تقديم لائحة الاتهام الأولية في 14 فبراير 2003.
تشمل الجرائم الواردة في لائحة الاتهام من بين أمور أخرى أن شيشيلي بشكل فردي وكجزء من «عمل إجرامي مشترك» شارك في «الإبعاد القسري الدائم من خلال ارتكاب جرائم تنتهك المادتين 3 و 5 من قانون المحكمة المكونة من غالبية السكان الكروات والمسلمين وغيرهم من السكان غير الصرب من حوالي ثلث أراضي جمهورية كرواتيا (» كرواتيا«) وأجزاء كبيرة من البوسنة والهرسك ومن أجزاء من فويفودينا في جمهورية صربيا (» صربيا«) من أجل جعل هذه المناطق جزء من دولة جديدة يسيطر عليها الصرب».

### الحبس

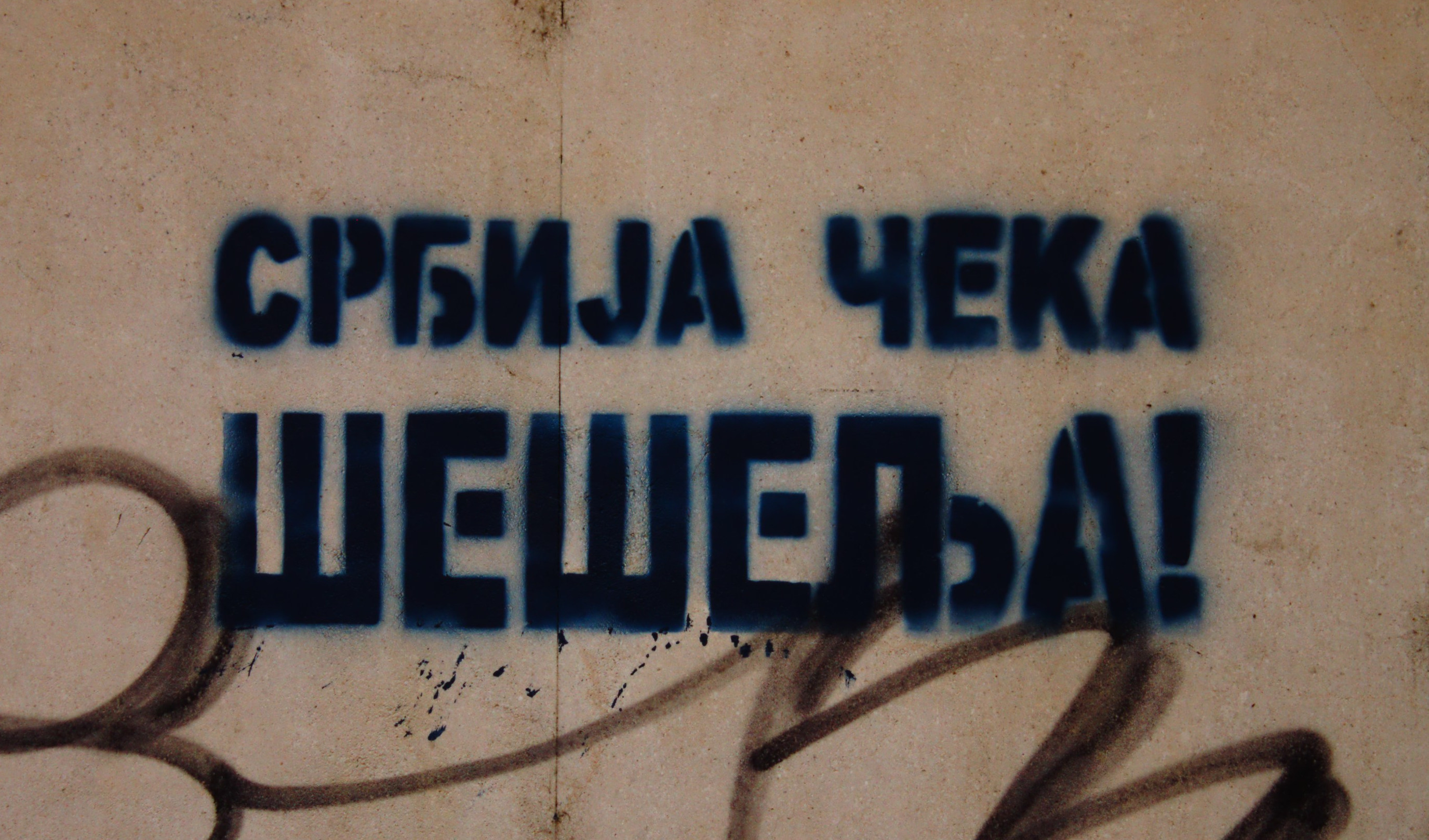
(صربيا تنتظر شيشيلي!) كتابات تدعم شيشيلي.

في 23 فبراير 2003 عقب «اجتماع وداع» عقد في ساحة الجمهورية سلم شيشيلي نفسه إلى المحكمة الجنائية الدولية ليوغوسلافيا السابقة بشأن توجيه الاتهام إلى «ثماني تهم بارتكاب جرائم ضد الإنسانية وست تهم بارتكاب انتهاكات للقوانين أو عادات الحرب لمشاركته المزعومة في عمل إجرامي مشترك». تم نقله إلى المحكمة الجنائية الدولية ليوغوسلافيا السابقة في اليوم التالي.
في عام 2005 احتل شيشيلي عناوين الصحف عندما طُلب منه قراءة رسالة أرسلها في وقت سابق إلى المحكمة الجنائية الدولية ليوغوسلافيا السابقة تنص على ازدرائه للمحكمة. تمت قراءة الرسالة أمام الكاميرات من قبل شيشيلي وتضمنت إهانات وشتائم موجهة إلى كبار مسؤولي المحكمة الجنائية الدولية ليوغوسلافيا السابقة والقضاة. قال شيشيلي في رسالته إن القاضي الذي يرأس الجلسة له «الحق» فقط (وهو يسخر من قضاة لاهاي) في ممارسة الجنس الفموي معه وأشار إلى كارلا ديل بونتي على أنها «العاهرة».
في الحجز كتب (فيلون ومجرم الحرب خافيير سولانا) نقدا للأمين العام لحلف الناتو (والممثل الأعلى الحالي للسياسة الخارجية والأمنية المشتركة والأمين العام لمجلس الاتحاد الأوروبي والاتحاد الأوروبي الغربي) الذي قاد حرب 1999 في كوسوفو.
في 2 ديسمبر 2006 تظاهر حوالي 40.000 شخص في العاصمة الصربية بلغراد لدعم شيشيلي خلال إضرابه عن الطعام لمدة 28 يوم في لاهاي بعد أن حرمته المحكمة الجنائية الدولية ليوغوسلافيا السابقة من الحق في اختيار محاميه. وفي حديثه في المسيرة قال سكرتير الحزب الراديكالي ألكسندر فوتشيتش «إنه لا يقاتل من أجل حياته فقط. لكنه يقاتل من أجلنا جميعا مجتمعين هنا. فويسلاف شيشيلي يقاتل من أجل صربيا»!
أنهى شيشيلي الإضراب عن الطعام في 8 ديسمبر بعد أن سُمح له بتقديم دفاعه. أثناء وجوده في الحجز في لاهاي قاد شيشيلي قائمة المرشحين لحزبه في الانتخابات العامة في يناير 2007.
بموجب لائحة الاتهام الصادرة عن المحكمة الجنائية الدولية ليوغوسلافيا السابقة وجهت إلى شيشيلي 15 تهمة بارتكاب جرائم ضد الإنسانية وانتهاكات لقوانين أو أعراف الحرب. أولى هذه التهم تتعلق باضطهاد الكروات والمسلمين وغيرهم من غير الصرب في فوكوفار وشاماتش وزفورنيك وفويفودينا. وتشمل التهم الأخرى القتل والترحيل القسري والسجن غير القانوني والتعذيب وتدمير الممتلكات خلال الحروب اليوغوسلافية.
أدانت المحكمة الابتدائية الثالثة التابعة للمحكمة الجنائية الدولية ليوغوسلافيا السابقة مساعد شيشيلي ليوبيشا بيتكوفيتش بتهمة الازدراء لرفضه المثول كشاهد في المحكمة في محاكمة شيشيلي. أُطلق سراح بيتكوفيتش في 26 سبتمبر من وحدة الاحتجاز التابعة للمحكمة الجنائية الدولية ليوغوسلافيا السابقة. وكان قد حُكم عليه بالسجن لمدة أربعة أشهر مع منح الائتمان لمدة ثلاثة أشهر و 14 يوم قضاها بالفعل في وحدة الاحتجاز.
في 11 فبراير 2009 بعد الاستماع إلى 71 شاهد ومع الانتهاء المتوقع لقضية الادعاء بعد سبع ساعات علق القضاة الذين يرأسون الجلسة محاكمة شيشيلي إلى أجل غير مسمى بناء على طلب المدعين العامين الذين زعموا أن الشهود تعرضوا للترهيب. زعم شيشيلي أن الدافع الحقيقي للمدعين العام هو أنهم كانوا يخسرون قضيتهم. وزعم أن المحكمة قدمت العديد من شهود الزور لتجنب الاضطرار إلى تبرئته وقال إن عليها أن تدفع له تعويضات عن «كل المعاناة وست سنوات قضاها رهن الاعتقال».
صوت أحد القضاة الثلاثة ضد تعليق المحاكمة قائلا إنه «من غير العدل مقاطعة محاكمة شخص قضى قرابة ست سنوات رهن الاعتقال». تم فتح قضية ازدراء المحكمة ضد شيشيلي لأنه كشف في كتاب كان قد كتبه عن هويات ثلاثة شهود أمرت المحكمة بقمع أسمائهم وحكمت عليه المحكمة الجنائية الدولية ليوغوسلافيا السابقة بالسجن لمدة 15 شهر.
في 24 يوليو 2009 حُكم عليه بالسجن لمدة 15 شهر بتهمة عدم احترام المحكمة بعد نشر أسماء شهود المحاكمة على موقعه الشخصي على الإنترنت.
في 25 نوفمبر 2009 أُعلن أن محاكمة شيشيلي ستستأنف في 12 يناير 2010. واستؤنفت المحاكمة في الموعد المحدد واستمرت حتى 17 مارس 2010.
في 10 مارس 2010 أعلن المؤتمر الصحفي الأسبوعي للمحكمة الجنائية الدولية ليوغوسلافيا السابقة أن شيشيلي كان من المقرر أن يمثل أمام المحكمة في 20 أبريل 2010 بتهمة ازدراء المحكمة بزعم الكشف عن معلومات مقيدة للمحكمة بشأن 11 شاهد محمي. هذه هي المرة الثانية التي اتهم فيها بالازدراء. في يوليو 2009 أُدين بتهمة الازدراء بتهم مماثلة تتعلق بشاهدين محميين وحُكم عليه بالسجن لمدة خمسة عشر شهر.
في 17 مارس 2010 أعلن الإحاطة الصحفية الأسبوعية للمحكمة الجنائية الدولية ليوغوسلافيا السابقة أن «محاكمة فويسلاف شيشيلي قد تم تأجيلها حتى إشعار آخر بانتظار التحقق من الحالة الصحية لشهود الدائرة الأربعة المتبقين». وفي الإحاطة الأسبوعية للمحكمة الجنائية الدولية ليوغوسلافيا السابقة في 24 مارس ذكرت أنه «من المتوقع أن تستمر محاكمة فويسلاف شيشيلي يوم الثلاثاء الساعة 14:15 في قاعة المحكمة الأولى بشهادة أحد الشهود الأربعة المتبقين في المحكمة الابتدائية». في 14 أبريل 2010 أعلن الإحاطة الصحفية الأسبوعية للمحكمة الجنائية الدولية ليوغوسلافيا السابقة أنه مع وجود شاهد واحد فقط لم يُستمع إليه بعد في 30 مارس 2010 تم تأجيل محاكمة شيشيلي حتى إشعار آخر ولكن من المرجح أن تُستأنف في مايو 2010 بعد إجراء ثاني دعوى ازدراء شيشيلي ضده من قبل انتهت المحكمة.
طالب ممثلو الادعاء بسجن شيشيلي لمدة 28 عام بتهمة تجنيد مجموعات شبه عسكرية وتحريضها على ارتكاب فظائع خلال حروب البلقان في أوائل التسعينيات. في ملاحظات ختامية في محاكمته بجرائم الحرب في 14 مارس 2012 قال شيشيلي إن المحكمة اليوغوسلافية التي تم تفويضها من قبل مجلس الأمن التابع للأمم المتحدة هي في الواقع من صنع وكالات استخبارات غربية وليس لها اختصاص في قضيته. وبحسب ما ورد تعهد «بالسخرية من محاكمته».
في سبتمبر 2011 رفضت المحكمة الجنائية الدولية ليوغوسلافيا السابقة محاولة شيشيلي لإيقاف محاكمته الطويلة الأمد. في رسالته إلى المحكمة جادل شيشيلي بأن حقه في المحاكمة خلال فترة زمنية معقولة قد انتهك ووصف الوضع بأنه «غير مفهوم وفضيحة وغير مناسب». ومع ذلك قضت المحكمة بأنه «لا توجد عتبة محددة مسبقا فيما يتعلق بالفترة الزمنية التي يمكن اعتبار المحاكمة بعدها غير عادلة بسبب تأخير لا مبرر له» وأعلنت أن شيشيلي «فشل في تقديم دليل ملموس على إساءة استخدام الإجراءات».

### الإفراج المؤقت
في 6 نوفمبر 2014 منحت المحكمة الجنائية الدولية ليوغوسلافيا السابقة إفراج شيشيلي مؤقتا. تم اتخاذ القرار على أساس تشخيص شيشيلي للسرطان النقيلي وتدهور الصحة.
عاد شيشيلي إلى بلغراد بعد أن أمضى أكثر من 11 عام فيما ثبت أنه محاكمة غير حاسمة في لاهاي.

### الإدانة
في 31 مارس 2016 بعد أسبوع واحد من إدانة زعيم صرب البوسنة والهرسك رادوفان كاراديتش وجدت المحكمة الجنائية الدولية ليوغوسلافيا السابقة أن شيشيلي غير مذنب في جميع التهم مع قرار الأغلبية في ثماني تهم وقرار بالإجماع في واحدة.
وصفت الإيكونوميست تبرئته بأنها «انتصار لدعاة التطهير العرقي» والذي سيكون له «تداعيات واسعة على العدالة الدولية». معيبة بطبيعتها ومسيسة منذ البداية.
تم استئناف الحكم بالبراءة من قبل المدعين من الآلية الدولية لتصريف الأعمال المتبقية للمحكمتين الجنائيتين وهي وكالة تابعة لمجلس الأمن التابع للأمم المتحدة تعمل كبرنامج إشراف وكيان خلف للمحكمة الجنائية الدولية ليوغوسلافيا السابقة. في 11 أبريل 2018 حكمت عليه محكمة الاستئناف بالسجن لمدة 10 سنوات بموجب التهم 1 و 10 و 11 من لائحة الاتهام بالتحريض على الترحيل والاضطهاد (التهجير القسري) وغيرها من الأعمال اللاإنسانية (النقل القسري) باعتبارها جرائم ضد الإنسانية بسبب خطابه في هرتكوفشي في 6 مايو 1992، والذي دعا فيه إلى طرد الكروات من فويفودينا.

### الحياة الشخصية
ولدت زوجة شيشيلي يادرانكا شيشيلي في بودوييفو في 11 أكتوبر 1960. شاركت في انتخابات رئاسة صربيا عام 2012 لكنها فشلت في اجتياز الجولة الأولى وحصلت على 3.78٪ من الأصوات. هي عضوة في الحزب الراديكالي الصربي.

## الصحة
تم تشخيص شيشيلي بالسرطان النقيلي وخضع لعملية جراحية لإزالة ورم من القولون في 19 ديسمبر 2013 وخضع لاحقا للعلاج الكيميائي.

## الكتب
قام شيشيلي بتأليف 183 كتاب معظمها في شكل وثائق (محكمة) ونصوص من المقابلات والظهور العام. تمت صياغة بعض عناوين الكتب على أنها إهانات لمعارضيه ولقضاة المحكمة الجنائية الدولية ليوغوسلافيا السابقة والمدعين العامين والشخصيات السياسية المحلية والأجنبية.

## التكريمات
- 29 يناير 2015: تكريم الملاك الأبيض في دير ميليسيفا على يد الأسقف الصربي الأرثوذكسي فيلاريت.

## روابط خارجية
- فويسلاف سيسلي على موقع IMDb (الإنجليزية)
- فويسلاف سيسلي على موقع الموسوعة البريطانية (الإنجليزية)
- فويسلاف سيسلي على موقع مونزينجر (الألمانية)
- فويسلاف سيسلي على موقع إن إن دي بي (الإنجليزية)